# Giovanni Massaro
Giovanni Massaro (* 28. června 1967 Andria) je italský římskokatolický duchovní a biskup Avezzana.

## Život
Narodil se 28. června 1987 v Andrii.
Vstoupil do kněžského semináře v rodném městě a později do Papežského regionálního semináře Pia XI. v Molfettě. Dne 5. prosince 1992 byl biskupem Raffaelem Calabrou vysvěcen na kněze. Stal se farním vikářem u svatého Richarda v Andrii. O rok později byl jmenován vicerektorem a ekonomem kněžského semináře. Od roku 2002 byl zodpovědný za misijní činnost v diecézi. Za pět let poté se stal moderátorem kurie a roku 2009 generálním vikářem.
Dne 23. července 2021 jej papež František jmenoval biskupem Avezzana. Biskupské svěcení přijal 21. září z rukou biskupa Luigi Mansiho a spolusvětiteli byli kardinál Giuseppe Petrocchi, biskup Pietro Santoro a biskup Luigi Renna. Dne 3. října se ujal úřadu.